# Chocholatka zanzibarská
Chocholatka zanzibarská (Cephalophus adersi) je jednou z nejmenších a nejvýrazněji zbarvených chocholatek. Tento plachý, africký přežvýkavý sudokopytník je z celého rodu Cephalophus nejvíce ohroženým druhem. Je považována za jednu z nejhezčích antilop.

## Výskyt
Tato zvířata žijí pouze na ostrově Zanzibar (svahilsky Unguja) u pobřeží Tanzanie a v malém počtu i na africkém kontinentu na pobřeží Keně. Na Zanzibaru se vyskytují v jižní a východní části ostrova a jsou rozdělená do třech oddělených populací, severní v oblasti Kiwengwa, jižní v Mtende a střední v Jozani-Chwaka Bay. Jsou tam suché křovinaté lesy rostoucích na korálovitém podkladu, kde nejvyšší stromy dorůstají do výšky jen 10 m, s množstvím otevřených skalnatých plošin. Jsou to území dlouhodobě suchá, bezvodá a zvířata tam přesto vydrží po dlouhou dobu bez pití.
V Keni se vyskytují ve stále se snižujícím počtu v národním parku Arabuko Sokoke rozkládajícím se asi 100 km severně od druhého největšího města Mombasy a v roce 2011 bylo několik jedinců spatřeno i v severněji položených rezervacích Boni a Dodori. Jejich areály se nacházejí ve starých, špatně prostupných, vysokých, pobřežních keřovitých porostech tvořených převážně hustými cynometrami. V minulosti tyto antilopy žily ještě na ostrovech Pemba u pobřeží Tanzanie a Funzi u břehů Keně, na obou je zlikvidovali domorodci a zdivočelí psi.
Po několika neúspěšných pokusech se podařilo v roce 2000 vysadit několik párů chocholatek zanzibarských na 70 km od Zanzibaru vzdálený soukromý ostrov Chumbe, na který je vstup zakázán a okolo byl vyhlášen první tanzanský mořský národní park. Je to pokus o založení náhradní populace, neboť původní není daleko zániku. V roce 2005 bylo na malý ostrov Mnemba kde již žijí antilopky pižmové, vzdálený asi 5 km od ostrova Zanzibaru, přesídleno šest jedinců. Jeden z nich, vystresovaný převozem, ihned po vypuštění vběhl do moře a utopil se, zbytek přepravu přežil a zabydlel se. Jsou to zvířata velice citlivá na stres, odchyt málokdy přežijí a v zajeti nejsou chována.

## Popis
Chocholatka zanzibarská je malá a podsaditá, přizpůsobena pohybu v hustém lesním podrostu, samec i samice jsou stejně velcí i zbarvení. Bývá dlouhá od 66 do 71 cm, vysoká 30 až 32 cm a váží od 7 do 12 kg, její krátký ocas zakončený bílých chomáčkem je dlouhý 9 až 12 cm. Má poměrně krátké a tenké přední nohy a silné zadní se široce rozevíratelnými prsty umožňující pohyb po močálovité půdě. Její měkká, až hedvábná srst je většinou žlutohnědá, na krku lehce šedivá, zadní partie a přední i zadní nohy mají načervenalou barvu a nad kopyty bílé a černé skvrny. Nejzřetelnějším poznávacím znamením je bílý pruh přes záda a břicho. Čenich je špičatý, vpředu zakončený nozdrami a širokými ústy, mají vystouplé pachové žlázy pod očima a 8 cm dlouhé uši. Obě pohlaví jsou vybavena krátkými, dozadu směřujícími rohy dlouhými asi 5 cm, u samců bývají o něco delší. V případě pocitu ohrožení vydávají frkavé zvuky.
Na hlavě mezi ušima mají typický chomáč srstí, odtud pochází české rodové jméno "chocholatka", z řečtiny vzniklo vědecké rodové jméno Cephalophus (na hlavě "kephalé" mají hřeben "lophus"). Druhové jméno aders poskytl na Zanzibaru působící zoolog W. Mansfield Aders.

## Potrava
Tento druh je denní typ, hlavní období jejich aktivity probíhá v denní době. Nejčilejší jsou od rozbřesku do 11 hodin, pak odpočívají a přežvykují, opět se pasou od 15 hodin do soumraku. Konzumují trávu, listy, mladé výhonky, pupeny, květy, semena i plody. Převážně se živí rostlinami druhů Canthium, Cassytha, Ficus, Grewia, Guettarda, Mimusop, Mystroxylon, Suregada, Polyspheria, Tetracera a plody stromů eben, kasinie a tomel, které s korun shazují opice kočkodani diadémoví (Cercopithecus mitis) a guerézy zanzibarské (Piliocolobus kirkii) nebo ptáci, tehdy na lahůdky čekají pod stromy ve skupinkách.
Mnohé chocholačky příležitostně sežerou také hmyz a drobné obratlovce, u zanzibarské to není potvrzeno.

## Rozmnožování
Bývají viděny pást se jednotlivě, v páru nebo v páru s mládětem. Svá malá území si označují černým lepkavým sekretem z pachových žláz na tváří a trusem, spory o území nebyly pozorovány. Samice se páří v období mezi červnem a listopadem a rodí jedno mládě, které po několik prvních týdnů života zůstává ukryto v podrostu. Jsou to ostražitá zvířata s velmi dobrým sluchem a hbitě reagují na hluk, po kterém rychle vklouznou do houští. Proto není o průběhu jejich rozmnožování, vzájemných vztazích či délce života mnoho vědomostí.

## Možnost záměny
Někdy žiji na společném prostoru s velikostně i barvou podobnými chocholatkami červenými (Cephalophus natalensis) a antilopkami pižmovými (Neotragus moschatus), tyto však nemají vzadu charakteristický bílý pruh. Vzájemně se tolerují, ale nestýkají se.

## Ohrožení
Chocholatka zanzibarská je v Keni i na Zanzibaru chráněným druhem, její ochrana se však těžce prosazuje. Domorodci tradičně všechny druhy chocholatek loví pro maso a pěknou kůži a na území kde žijí se i přes zákaz těží dřevo a mýtí lesy za účelem získání zemědělské půdy nutné k obživě. Nejchudší lidé v lese těží palivové dříví na prodej, což bývá jejich jediný zdroj příjmů. Životní prostor zvířat se stále zmenšuje a fragmentuje, snižuje se tak možnost k páření nepříbuzných jedinců a zachování genetické rozmanitosti.
Přestože již dlouho existují zákony k jejich úplné ochraně, nejsou účinně vynucovány. Do osvobození v roce 1964 (kdy odešli britští kolonialisté) byl jejich lov řízen a kontrolován, pak nová vláda neměla prostředky k prosazení předpisů o ochraně zvěře. Teprve v roce 1994 byly učiněny prvé pokusy o regulaci, která se jen těžce uskutečňuje. Lov tak stále zůstává nejvážnější hrozbou pro budoucí existenci chocholatky zanzibarské. Ostrov Zanzibar je přelidněn, rozmáhá se tam turistika a není dost prostoru pro divoká zvířata. Kromě lidí jsou hlavní nepřátele levharti a krajty, jakož i volně pobíhající psi.
V roce 1982 byl jejich počet na Zanzibaru odhadován okolo 5000 a v roce 1999 jen 640 zvířat. Novější informace o počtech nejsou, předpokládá se však, že i nadále klesají. Podle IUCN jsou chocholatky zanzibarské považované za nejvíce ohrožený druh chocholatek.